# Liste der Weltcupsieger im Bogenbiathlon
Die Liste der Weltcupsieger im Bogenbiathlon verzeichnet alle Sieger, Zweit- und Drittplatzierten der Gesamtwertung im Bogenbiathlon-Weltcup. Die Wettkämpfe wurden von der IBU organisiert.

## Männer

### Gesamtweltcup
| Saison | Gold            | Silber        | Bronze           |
| ------ | --------------- | ------------- | ---------------- |
| 2002   | Michail Woronin | Hugo Loewert  | Andrej Zupan     |
| 2003   | Andrei Markow   |               |                  |
| 2004   | Andrei Markow   | Andrej Zupan  | Maxim Menschikow |
| 2005   | Igor Borissow   | Andrei Markow | Andrej Zupan     |

### Einzelweltcup
| Saison | Gold          | Silber        | Bronze        |
| ------ | ------------- | ------------- | ------------- |
| 2002   | Igor Samoilow | Andrei Markow | Daniele Conte |

### Sprintweltcup
| Saison | Gold          | Silber | Bronze |
| ------ | ------------- | ------ | ------ |
| 2002   | Igor Samoilow |        |        |
| 2003   |               |        |        |
| 2004   | Andrei Markow |        |        |
| 2005   | Igor Borissow |        |        |

### Verfolgungsweltcup
| Saison | Gold          | Silber | Bronze |
| ------ | ------------- | ------ | ------ |
| 2002   | Andrej Zupan  |        |        |
| 2003   |               |        |        |
| 2004   | Andrei Markow |        |        |
| 2005   | Igor Borissow |        |        |

### Massenstartweltcup
| Saison | Gold          | Silber | Bronze |
| ------ | ------------- | ------ | ------ |
| 2003   |               |        |        |
| 2004   | Andrei Markow |        |        |
| 2005   | Igor Borissow |        |        |

## Frauen

### Gesamtweltcup
| Saison | Gold                                   | Silber            | Bronze                                      |
| ------ | -------------------------------------- | ----------------- | ------------------------------------------- |
| 2002   | Nadia Peyrot                           | Stefania D’Andrea | Licia Piller Hoffer                         |
| 2003   | Olga Koslowa                           |                   |                                             |
| 2004   | Olga Koslowa                           | Ksenija Malzewa   | Nadia Peyrot                                |
| 2005   | Olga Koslowa                           | Natalija Jemelina | Nadia Peyrot                                |
| 2006   | Jekaterina Lugowkina Natalija Jemelina |                   | Olga Koslowa Nadia Peyrot Stefania D’Andrea |

### Einzelweltcup
| Saison | Gold         | Silber              | Bronze            |
| ------ | ------------ | ------------------- | ----------------- |
| 2002   | Nadia Peyrot | Licia Piller Hoffer | Stefania D’Andrea |

### Sprintweltcup
| Saison | Gold                 | Silber            | Bronze              |
| ------ | -------------------- | ----------------- | ------------------- |
| 2002   | Nadia Peyrot         |                   |                     |
| 2003   |                      |                   |                     |
| 2004   | Ksenija Malzewa      |                   |                     |
| 2005   | Olga Koslowa         |                   |                     |
| 2006   | Jekaterina Lugowkina | Natalija Jemelina | Licia Piller Hoffer |

### Verfolgungsweltcup
| Saison | Gold                                   | Silber | Bronze            |
| ------ | -------------------------------------- | ------ | ----------------- |
| 2002   | Nadia Peyrot                           |        |                   |
| 2003   |                                        |        |                   |
| 2004   | Ksenija Malzewa                        |        |                   |
| 2005   | Olga Koslowa                           |        |                   |
| 2006   | Jekaterina Lugowkina Natalija Jemelina |        | Stefania D’Andrea |

### Massenstartweltcup
| Saison | Gold                           | Silber               | Bronze               |
| ------ | ------------------------------ | -------------------- | -------------------- |
| 2003   |                                |                      |                      |
| 2004   | Nadia Peyrot                   | Olga Koslowa         | Jekaterina Lugowkina |
| 2005   | Olga Koslowa Natalija Jemelina |                      |                      |
| 2006   | Natalija Jemelina              | Jekaterina Lugowkina | Nadia Peyrot         |